# Kiss Kiss
„Kiss, Kiss” e un cântec al interpretului american Chris Brown. Cântecul este inclus pe albumul Exclusive. Acesta a atins prima poziție în clasamentele din SUA, Brazilia și Noua Zeelandă.

## Prezența în clasamente
„Kiss Kiss”, a devenit un succes instantaneu, atingând prima poziție atât în SUA, unde a staționat trei săptămâni, cât și în Noua Zeelandă și în Brazilia. În toate aceste țări, „Kiss Kiss”, a devenit al doilea single clasat pe locul 1 al artistului. La nivel mondial, single-ul a debutat pe locul 13 și a atins poziția cu numărul 6, acumulând un total de 2.876.000 de puncte.

## Clasamente

### 2007
| Clasament (2007)                     | Poziția maximă | Referință |
| ------------------------------------ | -------------- | --------- |
| U.S. Billboard Hot 100               | 1              | [ 1 ]     |
| U.S. Billboard Hot R&B/Hip-Hop Songs | 2              | [ 1 ]     |
| U.S. Billboard Pop 100               | 3              | [ 8 ]     |
| Australia Singles Chart              | 8              | [ 1 ]     |
| Canadian Hot 100                     | 6              | [ 1 ]     |
| New Zealand Singles Chart            | 1              | [ 1 ]     |
| Brazilian Hot 100                    | 1              | [ 9 ]     |
| Irish Singles Chart                  | 19             | [ 1 ]     |
| Swedish Singles Chart                | 58             | [ 1 ]     |
| Swiss Singles Chart                  | 69             | [ 1 ]     |
| Portugal Top 50                      | 50             | [ 1 ]     |
| UK Singles Chart                     | 38             | [ 1 ]     |

### 2008
| Clasament (2008) | Poziția maximă | Referință |
| ---------------- | -------------- | --------- |
| UK Singles Chart | 39             | [ 1 ]     |
| UK R'n'B Chart   | 2              | [ 10 ]    |